# Andrea Riccardi
Andrea Riccardi (Roma, 16 de enero de 1950) es un historiador italiano, fundador de la Comunidad de Sant'Egidio.

## Biografía
Catedrático de Historia Contemporánea en la Universidad de Roma III. Experto en temas de la Iglesia católica. También es autor de varios libros sobre la problemática de la Iglesia en el siglo XX, sobre todo en los países mediterráneos.
Fundó la Comunidad de Sant'Egidio en 1968, una asociación de laicos católicos con centro en el barrio del Trastevere, Roma, dedicada a promover el diálogo y el ecumenismo en todo el mundo y que cuenta con más de 50 000 miembros en al menos setenta países.
Es miembro del Comité de Honor de la Coordinación internacional para el Decenio de la no violencia y de la paz.
En 2001 recibió el Premio Internacional Cataluña, y en 2009 el Premio Carlomagno.
El 9 de junio de 2004, la Universidad CEU Cardenal Herrera lo nombró doctor honoris causa.
El 16 de noviembre de 2011 fue nombrado ministro sin cartera para la cooperación internacional y la integración en Italia, cargo que desempeñó hasta 2013.

## Pensamiento
Como profesor de historia del cristianismo y autor de numerosos libros, ha puesto su empeño en identificar los mecanismos de reproducción del prejuicio racista "moderno" (o postmoderno) y de criticarlos en la raíz.[cita requerida]
Se ha dedicado desde 1986 a hacer revivir la Jornada de Oración por la paz, vivida por Juan Pablo II en Asís, llamando a los representantes de las grandes religiones mundiales y de las Iglesias cristianas a nuevas comparaciones "en el espíritu de Asís."

## Obras editadas en español
- Andrea Riccardi (2007). Convivir. RBA Libros. ISBN 978-84-7871-954-9.

- — (2004). Dios no tiene miedo. Ediciones San Pablo. ISBN 978-84-285-2638-8.

- — (2001). San Egidio, Roma y el mundo. Nuevas Ediciones de Bolsillo. ISBN 978-84-8450-621-8.

- — (2004). Las palabras de la cruz. Ediciones San Pablo. ISBN 978-84-285-2625-8.

- — (2005). La paz preventiva. Ediciones San Pablo. ISBN 978-84-285-2756-9.

- — (1997). El poder del Papa. Promoción Popular Cristiana. ISBN 978-84-288-1405-8.

- — (2001). El siglo de los mártires. Plaza & Janés Editores. ISBN 978-84-01-37741-9.

- — (2011). Juan Pablo II. La biografía. San Pablo. ISBN 978-84-28-53805-3.

- — (2014). La santidad de Juan Pablo II. Ediciones San Pablo. ISBN 978-84-285-4441-2.

- — (2014). La sorpresa del Papa Francisco: crisis y futuro de la Iglesia. Ediciones San Pablo. ISBN 978-84-285-4446-7.

- Schmidt-Leukel, Perry; Riccardi, Andrea; Naïr, Sami (2003). Espiritualidad y religión. Círculo de Lectores. ISBN 978-84-226-9674-2.

- Marazziti, Mano; Riccardi, Andrea (2005). Euráfrica: lo que no se dice sobre la inmigración: lo que se podría decir sobre Europa. Icaria. ISBN 978-84-7426-798-3.

| Predecesor: Ninguno | Ministro de Cooperación Internacional de Italia 2011–2013 | Sucesor: Cécile Kyenge |
| Predecesor: Ninguno | Presidente de Elección Cívica 2013                        | Sucesor: Mario Monti   |